# Danza de los emplumados
Los  emplumados es una danza tradicional de El Salvador. Se realiza en la localidad de Cacaopera en el departamento de Morazán.

## Orígenes
Sus orígenes se remontan a la época colonial. Probablemente nació de la alegría de la construcción del templo. Para celebrarlo,  se reunieron ocho caciques con sus ejércitos ataviados con  plumas.

## Indumentaria
Los danzantes se adornan con una especie de casco en forma de copa sobre sus cabezas, en épocas anteriores se adornaban con plumas de guara de un largo de 48 a 50 centímetros, actualmente son de otros materiales. Este atavío se amarra a la cabeza con una pañoleta alrededor de la quijada.
Además de esto, los danzantes llevan una tela amarrada bajo el brazo derecho que cruza el pecho. En la mano derecha llevan una sonaja (ayacaxtle) y en la izquierda un pañuelo. La camisa y pantalón son de libre opción.

## Desarrollo
Los danzantes se  mueven al ritmo de  músicos que tocan  violín,  guitarra y tambor. Estos realizan piezas musicales tales como: Año nuevo, Manguito, Cañita, Gavilán Pollero, Fandango, etc.  
Estas actuaciones se realizan los días 15, 16 y 17 de enero. El día quince se realiza un rosario por la mañana y la danza comienza dentro del Templo. Posteriormente salen a las calles, llegando a la tarde a la plazuela. El día 17   son acompañados por  enmascarados llamados Tapojiados  quienes bailan y torean un cuerno de buey colocado en un palo. Todo finaliza al caer la tarde.